# 珠洲市総合病院
珠洲市総合病院（すずしそうごうびょういん、Suzu General Hospital）は、石川県珠洲市野々江町に所在する公立病院。

## 診療科
- 内科
- 外科
- 小児科
- 眼科
- 耳鼻咽喉科
- 産婦人科
- 整形外科
- 脳神経外科
- 泌尿器科
- 皮膚科
- 精神科
- 放射線科
- リハビリテーション科

## 沿革
- 1950年（昭和25年）10月6日 - 珠洲郡飯田町外10町村厚生医療組合立珠洲郡中央病院として開設[1]。
- 1954年（昭和29年）11月 - 珠洲市発足に伴い、珠洲市外2町厚生医療組合立珠洲郡中央病院に改称[1]。
- 1957年（昭和32年）5月 - 能都町脱退に伴い、珠洲市外1町厚生医療組合立珠洲郡中央病院に改称[1]。
- 1960年（昭和35年）4月 - 珠洲市外1町厚生医療組合の解散に伴い、珠洲市国民健康保険中央病院に改称[1]。
- 1964年（昭和39年）6月 - 救急告示病院に指定される[1]。
- 1967年（昭和42年）9月 - 国民健康保険珠洲市総合病院に改称[1]。
- 1978年（昭和53年）4月 - 労災指定病院に指定される[1]。
- 1979年（昭和54年）3月 - へき地中核病院に指定される[1]。
- 1997年（平成9年）
  - 2月 - 災害拠点病院に指定される[1]。
  - 5月 - 結核指定医療機関に指定される[1]。
  - 6月 - 同年3月に完成した新病院に移転し、珠洲市総合病院に改称する[1]。
- 2003年（平成15年）4月 - へき地医療拠点病院に指定される[1]。
- 2012年（平成24年）8月 - WHO・ユニセフより「赤ちゃんにやさしい病院」に認定される[1]。
- 2014年（平成26年）7月 - 石川県から「石川DMAT指定病院」に指定される[1]。
- 2015年（平成27年）10月 - 許可病床数を199床から195床へ変更（一般104床、地域包括52床、療養型32床、結核7床）[3][5]。
- 2018年（平成30年）4月 - 療養型病床を休床[3][5]。
- 2019年（平成31年）4月 - 療養型病床を廃止し、許可病床数を163床に変更（一般104床、地域包括52床、結核7床）[3][5]。
- 2024年（令和6年）1月 - 1日夕方に発生した令和6年能登半島地震の影響により、当面は救急対応のみとなる。

## 診療指定
令和元年度の統計
| 保険医療機関                 | 救急告示病院                 |
| へき地医療拠点病院           | 災害拠点病院                 |
| 労災保険指定医療機関         | 結核指定医療機関             |
| 生活保護法指定医療機関       | 母子保護法指定病院           |
| 特定疾患治療研究医療機関     | 療養医療指定医療機関         |
| 被爆者一般疾病指定医療機関   | 小児慢性特定疾患治療研究機関 |
| 身体障害者福祉法指定医療機関 | 指定自立支援医療機関         |
| 更生医療指定医療機関         | 育成医療指定支援医療機関     |
| 労災特別加入検診指定医療機関 | 原爆被爆者指定医療機関       |
| 国民健康保険療養取扱医療機関 |                              |

## 組織

### 組織図
- 病院長
  - 副病院長
    - 診療部門 - 内科、外科、小児科、眼科、耳鼻咽喉科、産婦人科、整形外科、脳神経外科、泌尿器科、皮膚科、精神科、放射線科、栄養科、リハビリテーション科
    - 技術部門 - 薬局、放射線科、臨床検査科、リハビリテーション科
    - 大谷診療所
    - 折戸診療所

  - 地域医療連携室長
    - 地域医療連携室 - 地域医療連携係、患者サポート窓口

  - 総看護師長
    - 看護部門 - 2階東病棟、2階南病棟、3階西病棟・南病棟、外来（各科外来、手術室・中央材料室、健診室、患者支援センター）、訪問看護室、人工透析室

  - 事務局長
    - 事務局 - 施設・用度係、管理係、医事係、医療情報管理係

  - 医療安全管理部門 - 医療安全管理、感染管理

2020年（令和2年）3月31日現在

### 職員数
| 職種                     | 正職員 | 臨時職員 | 合計  |
| ------------------------ | ------ | -------- | ----- |
| 医師                     | 12人   | 3人      | 15人  |
| 看護師                   | 97人   | 5人      | 102人 |
| 助産師                   | 5人    |          | 5人   |
| 保健師                   | 2人    |          | 2人   |
| 准看護師                 | 8人    | 2人      | 10人  |
| 看護助手                 | 13人   | 10人     | 23人  |
| 薬剤師                   | 5人    | 1人      | 6人   |
| 診療放射線技師           | 7人    |          | 7人   |
| 臨床検査技師             | 5人    | 1人      | 6人   |
| 作業療法士               | 4人    |          | 4人   |
| 理学療法士               | 10人   |          | 10人  |
| 言語聴覚士               | 3人    |          | 3人   |
| 管理栄養士               | 3人    |          | 3人   |
| その他の医療技術部門職員 |        | 5人      | 5人   |
| ソーシャルワーカー       | 1人    | 1人      | 2人   |
| 調理師                   |        | 15人     | 15人  |
| 技術員                   | 1人    | 2人      | 3人   |
| 事務職員                 | 16人   | 14人     | 30人  |
| 合計                     | 192人  | 59人     | 251人 |
| 令和元年度末の統計       |        |          |       |

## アクセス
- 北鉄奥能登バス宇出津珠洲A線・宇出津珠洲B線、珠洲市コミュニティバス「すずバス」で、「珠洲総合病院」停留所下車。